# Líder FM (Curitiba)
Líder FM é uma emissora de rádio brasileira sediada em Curitiba, cidade do estado do Paraná. Operou no dial FM, na frequência 91.3 MHz (concessionada em São José dos Pinhais), e foi afiliada à Mix FM. Funcionou entre 2011 e 2014, quando foi desfiliada pela rede por inserir conteúdo religioso na programação durante as madrugadas.
Quando assumiu de vez o conteúdo gospel contou com dois grandes nomes da comunicação paranaense. Marco Antônio e Márcia Alessandra, líderes de audiência por todas as emissoras onde passam

## História
A Mix FM teve sua primeira passagem por Curitiba a partir de 1.º de dezembro de 2005, através dos 92.9 MHz, mantidos pela Rede Mercosul de Comunicação, e foi a terceira afiliada a compor a rede, que se iniciou naquele ano. No entanto, por razões operacionais que impediam a rádio de trabalhar comercialmente, uma vez que a sua concessão era educativa, a Mix FM deixou a frequência em 1.º de abril de 2011, sendo arrendada para a Rádio Sê tu uma Bênção.
Em novembro do mesmo ano, a Mix FM negociou a sua volta ao dial através dos 91.3 MHz. A rede voltou ao dial em 25 de novembro, às 15h, substituindo a 91 Rock, que passou a operar apenas via internet. Ao decorrer do tempo, realizou diversos investimentos técnicos, como aumento de cobertura e novos estúdios.
Em abril de 2014, a Mix FM Curitiba passou a preencher as madrugadas com a retransmissão de programas da Igreja Mundial do Poder de Deus, infringindo dessa forma cláusulas do seu contrato com a rede, que acabou desfiliando-a. A programação da Mix FM foi abruptamente interrompida na tarde do dia 23 de abril, sendo substituída pela execução de músicas intercaladas com intervalos comerciais. A emissora assumiu a nomenclatura provisória de Rede Fênix, e no mês seguinte, passou a se chamar 91 FM, sacramentando a mudança para uma programação totalmente religiosa em 25 de maio, quando passou a retransmitir a programação da Mundial na íntegra.